# Stjärnplats

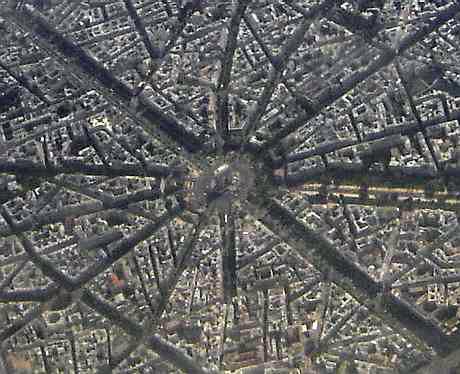
Place Charles de Gaulle i Paris.

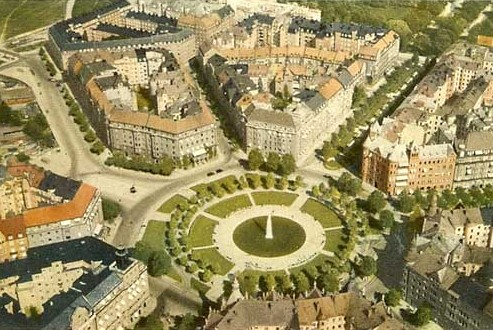
Karlaplan i Stockholm.

En stjärnplats är en cirkelformad plats vars gatu- och vägsystem utgår stjärn- eller strålformigt (radiellt) från den samma. Stora stjärnplatser anlades under andra hälften av 1800-talet i bland annat Europas storstäder. I Paris kan nämnas  Place Charles de Gaulle som tidigare hette Place de l'Étoile, vilket betyder just “stjärnplats”. I Stockholm är Karlaplan ett exempel på en större stjärnplats.
Stjärnplatsen som element i stadsplaneningen har sin historiska förebild i radialplanen. Radialplanen hade utarbetats under renässansen för att skapa den “ideala staden“, vacker (symmetrisk) och säker. Idéerna förverkligades i idealstaden Palmanova som uppfördes i slutet av 1500-talet. Palmanova  var en fästningsstad som fick en radialplan med gator som strålar ut från ett centralt torg och tvärgator som bildar koncentriska ringar.
Stadsplaneringen styrdes emellertid under lång tid av rutnätsplanen. Efter 1800-talets mitt luckrades det stela rutmönstret upp genom diagonala avenyer, som blev de stora utfartsvägarna. Flera sådana diagonaler möttes i stora stjärnplatser. Stadsbilden kompletterades dessutom gärna  med ringboulevarder.  Idéerna förverkligades främst i de stora kejsarstäderna i Europa, S:t Petersburg, Wien, Paris och Berlin, där Ringstraße i Wien och Georges-Eugène Haussmanns boulevarder i Paris blev förebilder. 
I Stockholm tillämpades dessa förebilder av Albert Lindhagen med bland annat Karlbergsvägen och Narvavägen som diagonaler och Ringvägen som ringboulevard, och Karlaplan som en av Stockholms större stjärnplatser.